# Salacia capitulata
Salacia capitulata är en benvedsväxtart som beskrevs av N. Hallé. Salacia capitulata ingår i släktet Salacia och familjen Celastraceae. Inga underarter finns listade.